# Campionati europei di nuoto in vasca corta 2011 - 200 metri dorso femminili
La gara dei 200 metri dorso femminili degli europei di Stettino 2011 si è svolta l'11 dicembre 2011. Le batterie di qualificazione si sono disputate nella mattina e la finale nel pomeriggio. L'ucraina Daryna Zevina ha stabilito in finale il nuovo record dei campionati battendo il precedente primato della francese Alexandra Putra.

## Medaglie
| Posizione | Atleta               | Paese   |
| --------- | -------------------- | ------- |
| Oro       | Daryna Zevina        | Ucraina |
| Argento   | Duane Da Rocha Marce | Spagna  |
| Bronzo    | Melanie Nocher       | Irlanda |

## Qualifiche
| Pos. | Atleta                    | Nazionalità   | Tempo   | Batteria | Corsia | Note |
| ---- | ------------------------- | ------------- | ------- | -------- | ------ | ---- |
| 1    | Daryna Zevina             | Ucraina       | 2'04”13 | 4        | 4      | Q    |
| 2    | Melanie Nocher            | Irlanda       | 2'05”00 | 2        | 4      | Q    |
| 3    | Anja Carman               | Slovenia      | 2'05”84 | 3        | 6      | Q    |
| 4    | Duane Da Rocha Marce      | Spagna        | 2'05”87 | 3        | 4      | Q    |
| 5    | Wendy Van der Zanden      | Paesi Bassi   | 2'06”42 | 4        | 3      | Q    |
| 6    | Jenny Mensing             | Germania      | 2'06”48 | 2        | 5      | Q    |
| 7    | Simona Baurtová           | Rep. Ceca     | 2'06”70 | 3        | 5      | Q    |
| 8    | Ekaterina Avramova        | Bulgaria      | 2'07”11 | 3        | 2      | Q    |
| 9    | Roberta Ioppi             | Italia        | 2'07”39 | 4        | 5      | Q    |
| 10   | Alicja Tchórz             | Polonia       | 2'07”64 | 3        | 3      | Q    |
| 11   | Anastasia Zueva           | Russia        | 2'07”95 | 1        | 3      |      |
| 12   | Kira Toussaint            | Paesi Bassi   | 2'08”46 | 2        | 7      |      |
| 13   | Klaudia Nazieblo          | Polonia       | 2'08”75 | 4        | 6      |      |
| 14   | Annemarie Worst           | Paesi Bassi   | 2'09”13 | 3        | 0      |      |
| 15   | Mie Østergaard Nielsen    | Danimarca     | 2'09”55 | 2        | 3      |      |
| 16   | Georgia Davies            | Gran Bretagna | 2'09”89 | 2        | 9      |      |
| 17   | Maja Zawiszewska          | Polonia       | 2'09”90 | 4        | 7      |      |
| 18   | Anna Volchkov             | Israele       | 2'10”43 | 4        | 0      |      |
| 19   | Veronica Orheim Bjørlykke | Norvegia      | 2'10”45 | 3        | 7      |      |
| 20   | Uschi Halbreitner         | Austria       | 2'10”80 | 2        | 2      |      |
| 21   | Martina Van Berkel        | Svizzera      | 2'11”04 | 4        | 2      |      |
| 22   | Arianna Barbieri          | Italia        | 2'12”32 | 2        | 6      |      |
| 23   | Alzbeta Rehorkova         | Rep. Ceca     | 2'13”02 | 2        | 8      |      |
| 24   | Aisling Cooney            | Irlanda       | 2'13”11 | 3        | 8      |      |
| 25   | Aliaksandra Kavaleva      | Bielorussia   | 2'13”31 | 2        | 1      |      |
| 26   | Sarah Rolko               | Lussemburgo   | 2'14”27 | 4        | 8      |      |
| 27   | Jane Roberts              | Irlanda       | 2'14”51 | 1        | 5      |      |
| 28   | Grainne Murphy            | Irlanda       | 2'14”57 | 1        | 4      |      |
| 29   | Matea Samardzić           | Croazia       | 2'15”64 | 3        | 1      |      |
| 30   | Kätlin Sepp               | Estonia       | 2'16”56 | 4        | 1      |      |
| 31   | Mabel Sulić               | Croazia       | 2'18”65 | 4        | 9      |      |
| -    | Liliana Szilágy           | Ungheria      |         | 2        | 0      | DSQ  |
| -    | Mercedes Peris Minguet    | Spagna        |         | 3        | 9      | DSQ  |

## Finale
| Pos. | Atleta               | Nazionalità | Tempo   | Corsia | Note |
| ---- | -------------------- | ----------- | ------- | ------ | ---- |
| 1    | Daryna Zevina        | Ucraina     | 2'02”25 | 4      | RC   |
| 2    | Duane Da Rocha Marce | Spagna      | 2'03”32 | 6      |      |
| 3    | Melanie Nocher       | Irlanda     | 2'04”29 | 5      |      |
| 4    | Jenny Mensing        | Germania    | 2'05”48 | 7      |      |
| 5    | Anja Carman          | Slovenia    | 2'05”53 | 3      |      |
| 6    | Ekaterina Avramova   | Bulgaria    | 2'06”38 | 8      |      |
| 7    | Simona Baumrtová     | Rep. Ceca   | 2'06”57 | 1      |      |
| 8    | Wendy Van der Zanden | Paesi Bassi | 2'07”34 | 2      |      |
| 9    | Alicja Tchórz        | Polonia     | 2'07”88 | 9      |      |
| 10   | Roberta Ioppi        | Italia      | 2'08”02 | 0      |      |